# Banca Generali
Banca Generali è una banca orientata prevalentemente alla consulenza finanziaria e alla gestione del patrimonio finanziario delle famiglie, attraverso una rete di consulenti finanziari. La società amministra 102 miliardi di euro, grazie ad una rete di oltre 2.300 consulenti ed è presente in tutto il territorio italiano con 45 filiali e 142 agenzie.
La banca è quotata alla Borsa Italiana nell'indice FTSE MIB.

## Storia
Banca Generali nasce nel 1998, prevalentemente come banca online, nel corso degli anni, divenendo il fulcro per lo sviluppo di un polo bancario del Gruppo Generali in grado offrire una gamma completa di servizi e di soluzioni di investimento. Nel 2000, Banca Generali porta a compimento l'acquisizione di Prime S.p.A., che verrà incorporata in Banca Generali, e della sua rete di consulenti finanziari Prime Consult Sim. Questo percorso di crescita per linee esterne prosegue quindi nel 2001, con l'acquisizione di Altinia Sim e Ina Sim, precedentemente possedute da Alleanza e INA. Nel 2002 le tre Sim (Prime Consult, Altinia e Ina Sim) vengono incorporate in un'unica rete distributiva, Banca Generali.
Nel 2003, viene avviata Simgenia Sim, una rete di promotori finanziari presenti nelle agenzie del Gruppo Generali, ramo polizze vita (Alleanza Assicurazioni, Generali, Ina Assitalia).
Sempre nel 2003 vengono acquisite da Banca Intesa Banca Primavera e la sua rete di promotori. Nel 2005 viene acquisita Intesa Fiduciaria Sim, sempre da Banca Intesa, e rinominata BG Fiduciaria Sim. È l'inizio della costituzione della divisione del Wealth Management che prosegue nel 2006 con l'acquisizione di BG Sgr, spin off dell'area retail di Generali Asset Management Sgr. Il 1º luglio 2006 viene acquisita, da BSI SA, Banca BSI Italia e San Alessandro Fiduciaria.
Il 15 novembre 2006, Banca Generali viene quotata alla Borsa valori di Milano, con un prezzo iniziale di € 8 per azione.
Il 1º gennaio 2007, la divisione private di Banca Generali viene incorporata in Banca BSI Italia. Nel novembre 2007 Banca BSI Italia acquisisce Banca del Gottardo (F.te A. Gotti).
Nel 2009 la partecipazione di controllo di Simgenia Sim Spa viene ceduta ad Assicurazioni Generali Spa. Nello stesso anno nasce Generali Fund Management S.A., la fabbrica dei prodotti di risparmio gestito per il gruppo Generali in Europa, detenuta al 51% da Banca Generali e per il restante 49% dal Gruppo Generali.
Nel 2010 Banca BSI Italia viene fusa per incorporazione in Banca Generali, divenendone una divisione autonoma e dedicata all'attività di private banking, che ha preso il nome di Banca Generali Private Banking. Si assiste nello stesso anno alla nascita di Generfid SpA, la nuova società costituita dalla preesistente Sant'Alessandro Fiduciaria.
Nel dicembre 2011 viene approvata la fusione per incorporazione di Bg Sgr in Banca Generali. La fusione vede la creazione di una nuova Divisione autonoma all'interno di Banca Generali specializzata nelle gestioni di portafoglio individuali.
Nel 2012, Banca Generali viene premiata come Best Private Bank in Italy dal Gruppo Financial Times.
Nel 2013, Banca Generali vince l'Oscar di Bilancio della FERPI - Federazione Italiana Relazioni Pubbliche.
Nel 2014, Banca Generali completa l'acquisizione del ramo d'azienda relativo alle attività di private banking di Credit Suisse in Italia. Nel corso dell'anno, inoltre, inserisce 70 nuovi consulenti provenienti da Simgenia SIM.
Nel marzo del 2016 Gian Maria Mossa (ex Ras, ex Fideuram e già in azienda dal 2013) è nominato direttore generale, mentre nel marzo del 2017, entrando in consiglio d'amministrazione al posto di Giovanni Luca Perin, assume il ruolo di amministratore delegato.

## Dati economici
Nel 2017 ha registrato ricavi per 6,86 miliardi di euro (di cui circa 6 miliardi di risparmio gestito) con un aumento del 20,9% rispetto all'anno precedente. L'utile netto ha toccato i 204,1 milioni con un incremento del 30,9% nei confronti del 2016. L'Ebitda è al 39,9% con una diminuzione del 14%.
A dicembre 2019 Banca Generali ha realizzato un risultato di raccolta netta pari a 5,1 miliardi di euro e un utile netto di €272,1 milioni con le masse totali che hanno raggiunto un nuovo massimo per un valore pari a €69,0 miliardi. In relazione al mercato di riferimento (Assoreti) la Società detiene una quota di mercato pari al 14,7%.
A dicembre 2021 registra ricavi totali per € 779,3 milioni e le masse totali che raggiungono un nuovo valore record pari a € 85,7 miliardi.

## Gruppo Banca Generali
- Asset gathering (reti di distribuzione):
  - Banca Generali S.p.A.
- Wealth management (gestione delle attività finanziarie dei clienti):
  - Generfid Spa
  - BG Fund Management Luxembourg SA
  - BG Fiduciaria Sim

## Azionariato
L'azionariato comunicato alla Consob è il seguente:
- Assicurazioni Generali: 50,17%
  - Generali Italia: 33,01%
  - Generali Vie: 9,50%
  - Genertellife: 4,80%
  - Alleanza Assicurazioni: 2,44%
  - Genertel: 0,44%
- Altri azionisti: 49,83%